# عواصف رعدية معتادة (رواية)
عواصف رعدية معتادة (بالإنجليزية: Ordinary Thunderstorms)‏ هي رواية للكاتب البريطاني ويليام بويد، نشرت عام 2009، عن دار نشر بلومزبري.